# عاشق برای یک روز
عاشق برای یک روز (L'Amant d'un jour) یک فیلم درام به کارگردانی فیلیپ گارل است. این فیلم برای رقابت در بخش دو هفته کارگردانان هفتادمین جشنواره فیلم کن گزینش شده است.

## بازیگران
- اریک کاراواکا
- استر گارل